# Stoss (col)
Pour l’article homonyme, voir Stoss.
Le col de Stoss est un col suisse dans le canton d'Appenzell Rhodes-Extérieures. Il relie le plateau appenzellois à la vallée du Rhin saint-galloise. Le col se situe à l'est du village de Gais, à 971 mètres d'altitude.
La ligne ferroviaire à voie-étroite et à crémaillère des Appenzeller Bahnen passe le long de la route cantonale 447 et s'arrête à la halte Hebrig au niveau du col.

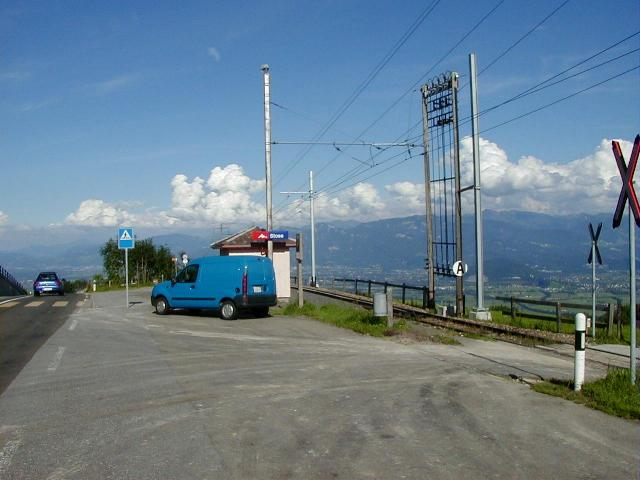
Route du col et halte Stoss des Appenzeller Bahnen.
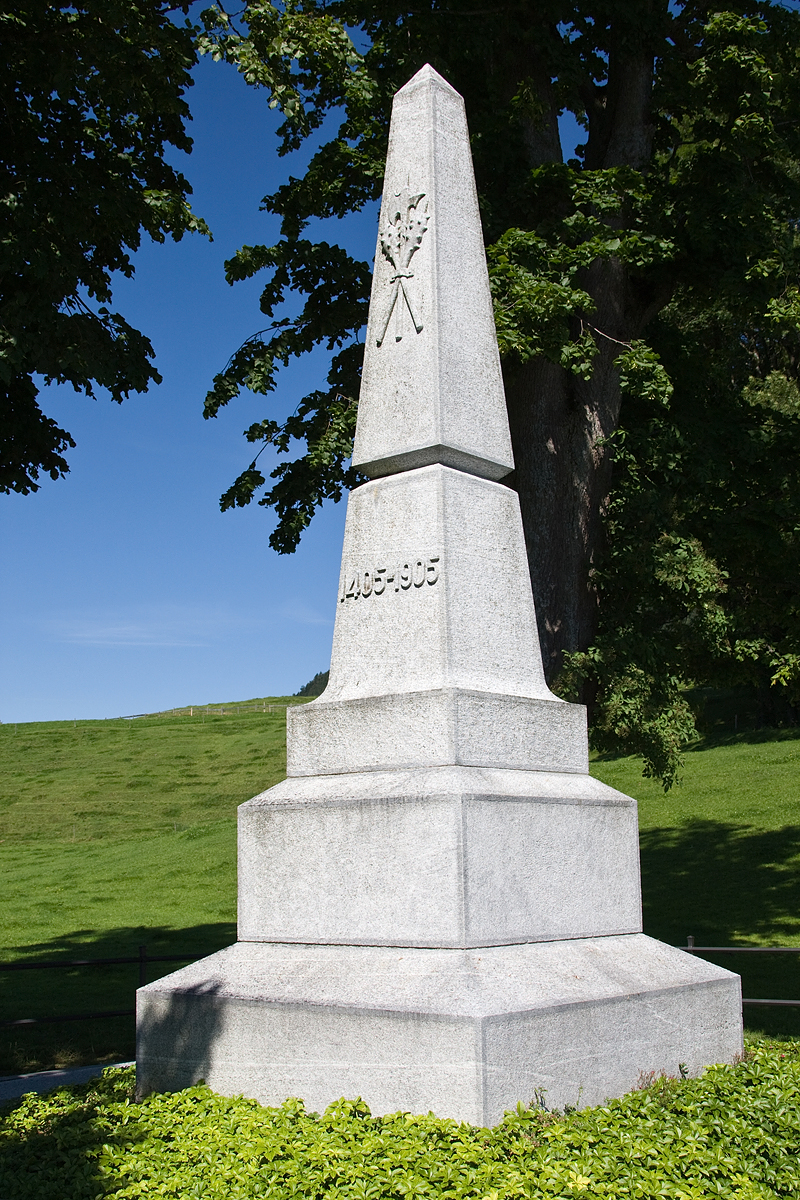
Mémorial de la bataille au Stoss.
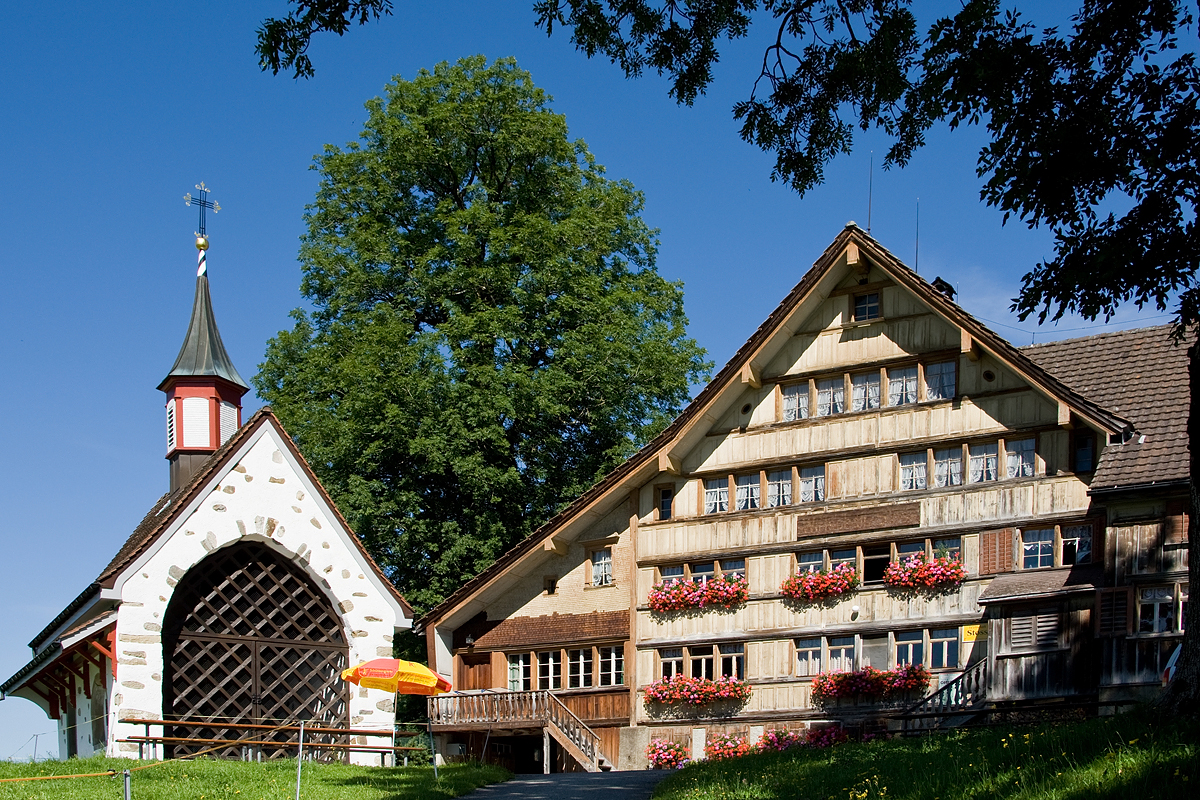
Schlachtkapelle.
Photographie aérienne de Walter Mittelholzer de 1924.